# Scania OmniCity

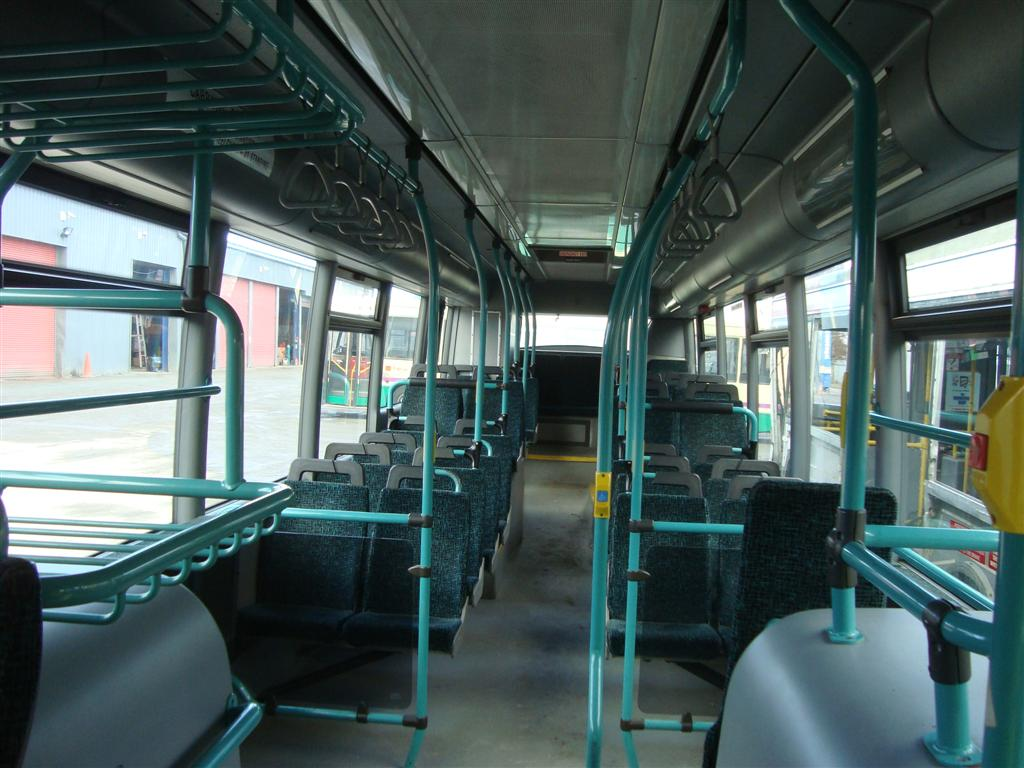
Салон одноэтажного автобуса Scania OmniCity, предназначенного для эксплуатации в странах с левосторонним движением

Scania OmniCity — серия двухэтажных автобусов особо большой вместимости производства Scania AB, выпускаемые с 2005 по 2012 год. С 1996 по 2002 год выпускались одноэтажные автобусы большой вместимости.

## История семейства

### 1996—2002
В 1996 году под названием Scania OmniCity был представлен одноэтажный автобус большой вместимости с индексом CN94UB. Он предназначался для эксплуатации в странах с левосторонним движением. Версия Евро-4 была обозначена индексами CN230UB или CN270UB, причём числа в индексах обозначают мощность двигателей. Scania OmniCity имеет более закруглённую крышу, в отличие от серийно выпускаемого с 2011 года автобуса Scania Citywide LF. От моделей Scania L94UB и Scania OmniLink OmniCity отличается полностью низким полом, как у Volvo B7L. В 2002 году производство автобуса было завершено.

### 2005—2012
В 2005 году производство автобусов Scania OmniCity было возобновлено. Теперь семейство включало двухэтажные автобусы особо большой вместимости, также, как и предшественники, предназначенные для эксплуатации в странах с левосторонним движением. Но также семейство включало и сочленённые двухсекционные автобусы особо большой вместимости. В 2012 году производство автобусов Scania OmniCity было завершено в пользу автобусов Scania Citywide, которые также вытеснили с конвейера автобусы Scania OmniLink, снятые с производства в 2013 году.

## Фотогалерея семейства

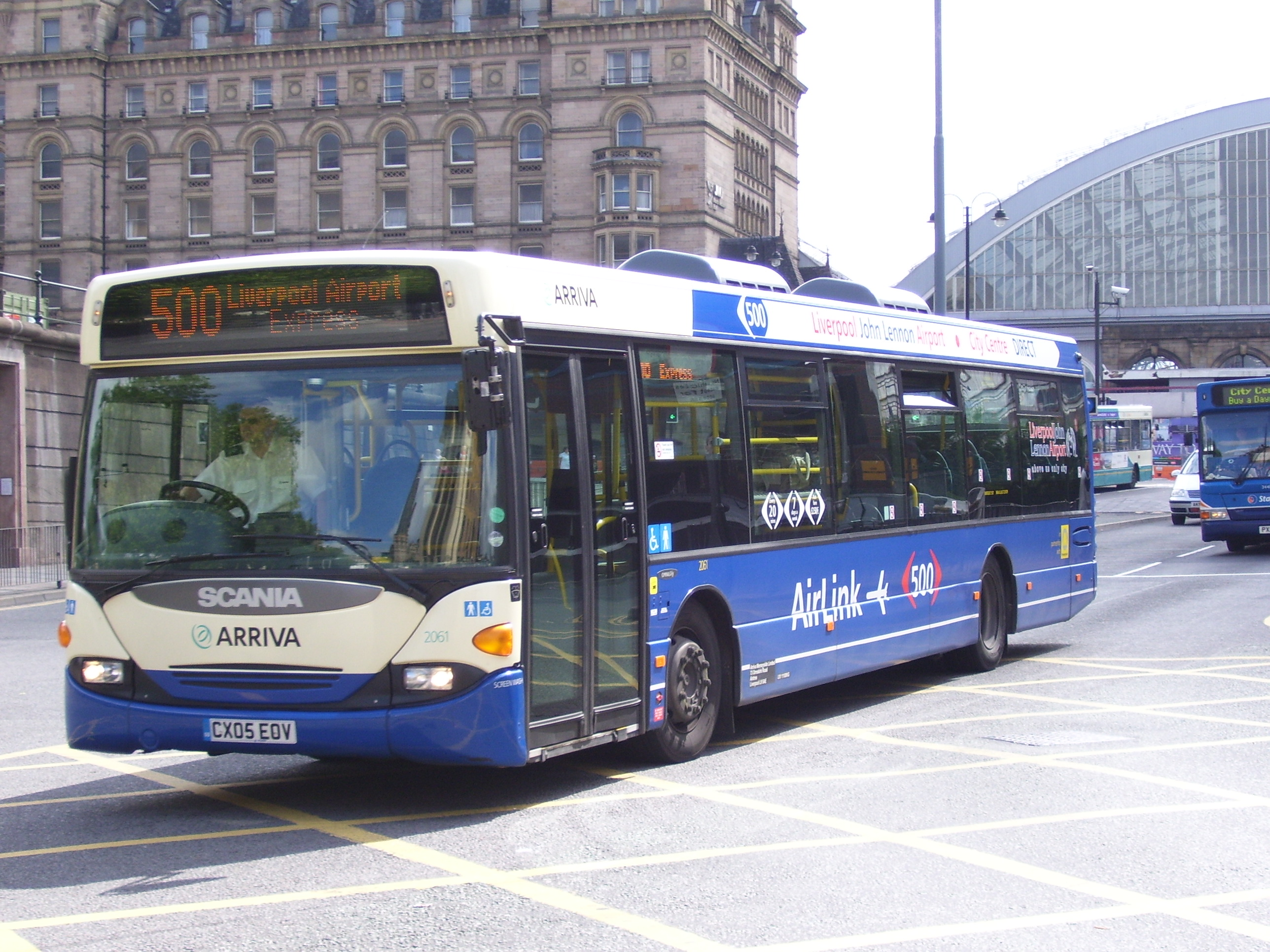
Одноэтажный автобус в Ливерпуле, 2007 год
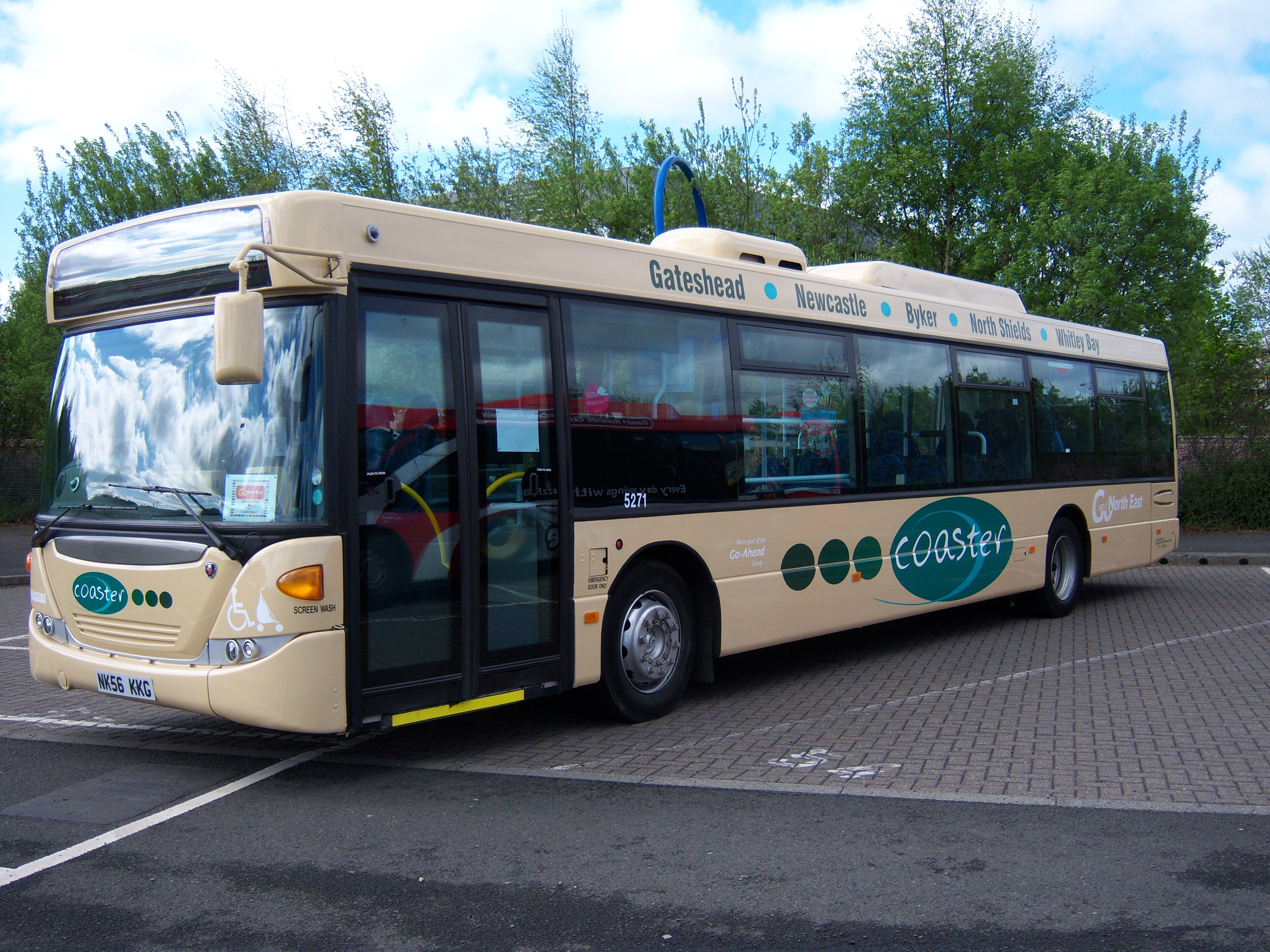
Одноэтажный автобус на Metrocentre bus rally, 2009 год
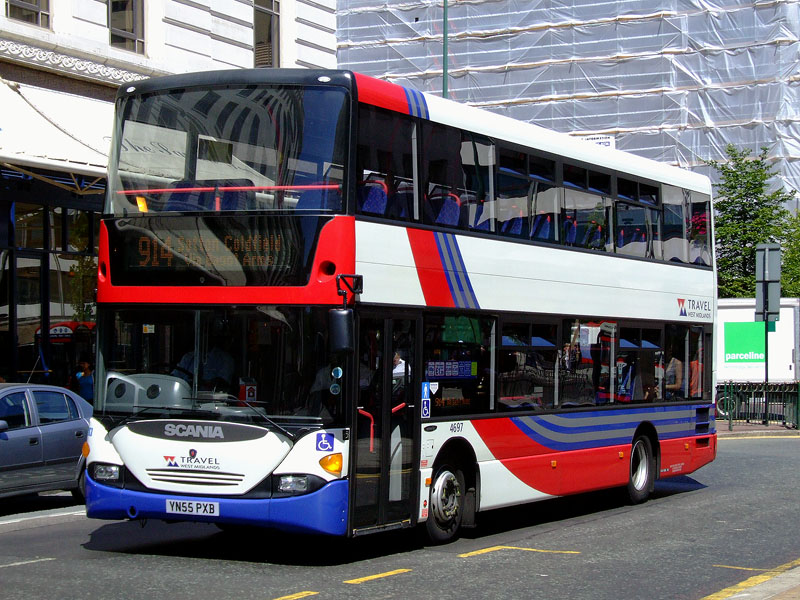
Двухэтажный автобус Travel West Midlands, 2006 год
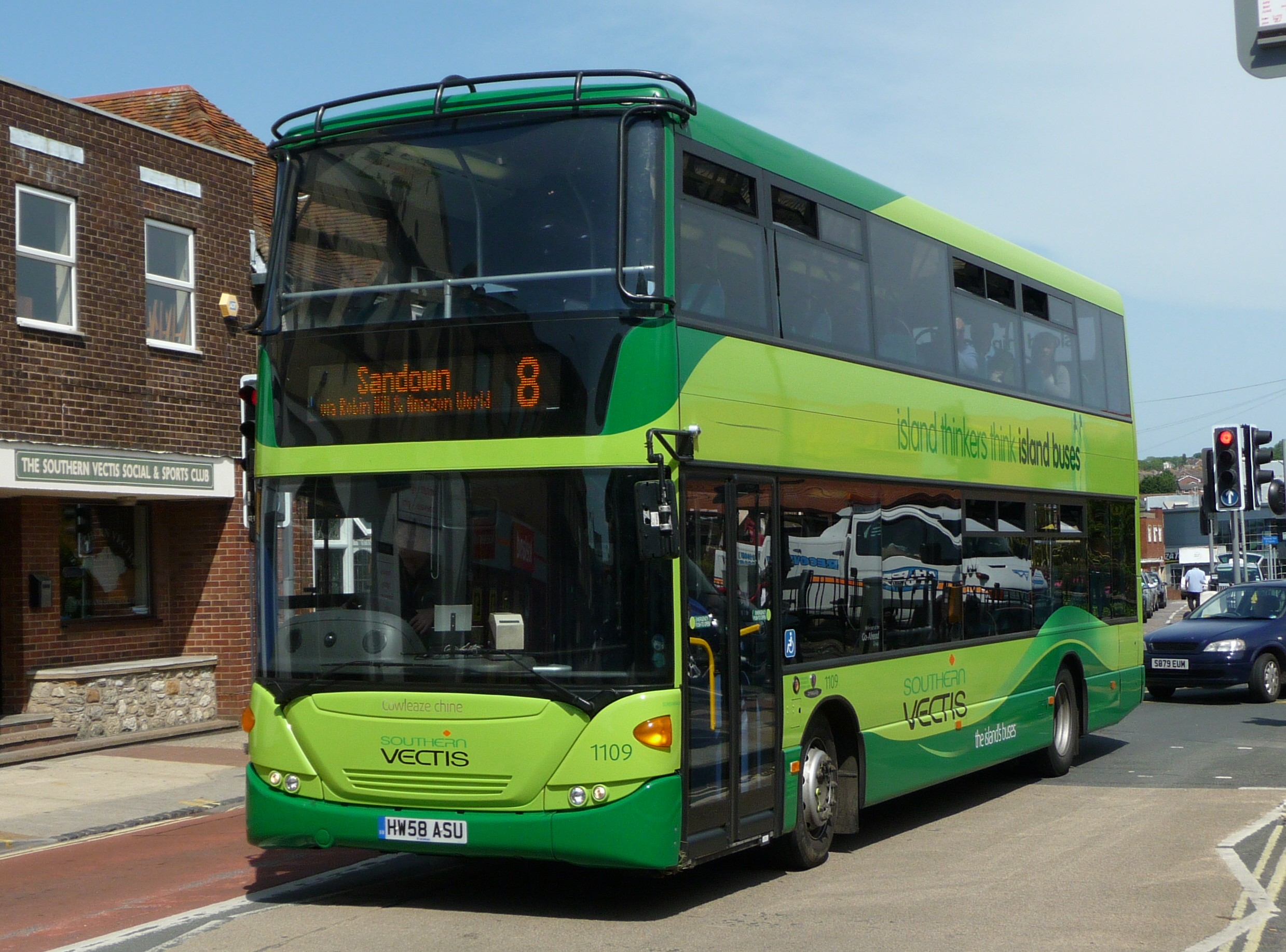
Двухэтажный автобус Southern Vectis, 2009 год
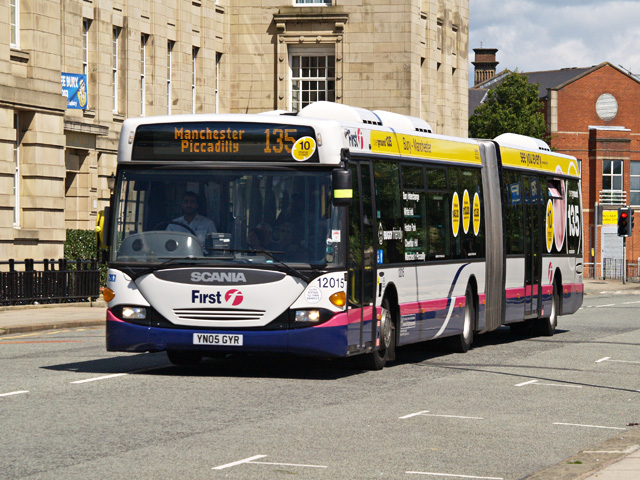
Первый сочленённый автобус в Манчестере, 2007 год